# Fernández Feo
Fernández Feo è un comune del Venezuela situato nello Stato di Táchira.
Il capoluogo del comune è la città di San Rafael del Piñal.